# Potok (Žilina)
Potok é um município da Eslováquia, situado no distrito de Ružomberok, na região de Žilina. Tem 1,5 km² de área e sua população em 2018 foi estimada em 100 habitantes.

## Demografia
| Ano:        | 1994 | 2004   | 2014   | 2024   |
| ----------- | ---- | ------ | ------ | ------ |
| Broj ljudi: | 120  | 115    | 106    | 104    |
| Razlika:    |      | -4,16% | -7,82% | -1,88% |

| Ano:               | 2023 | 2024 |
| ------------------ | ---- | ---- |
| Número de pessoas: | 104  | 104  |
| Diferença:         |      | +0%  |